# Estoril Open 2007 - Qualificazioni singolare femminile
Le qualificazioni del singolare femminile dell'Estoril Open 2007 sono state un torneo di tennis preliminare per accedere alla fase finale della manifestazione. I vincitori dell'ultimo turno sono entrati di diritto nel tabellone principale. In caso di ritiro di uno o più giocatori aventi diritto a questi sono subentrati i lucky loser, ossia i giocatori che hanno perso nell'ultimo turno ma che avevano una classifica più alta rispetto agli altri partecipanti che avevano comunque perso nel turno finale.
Le qualificazioni del torneo Estoril Open  2007 prevedevano 32 partecipanti di cui 4 sono entrati nel tabellone principale.

## Teste di serie
1. Iveta Benešová (primo turno)
2. Yulia Fedossova (primo turno)
3. Laura Pous Tió (ultimo turno)
4. Renata Voráčová (secondo turno)

1. Kristina Barrois (secondo turno)
2. Barbora Zahlavova Strycova (Qualificata)
3. Sara Errani (secondo turno)
4. Pauline Parmentier (primo turno)

## Qualificati
1. Barbora Zahlavova Strycova
2. Nika Ožegović

1. Gréta Arn
2. Arantxa Parra-Santonja

## Tabellone

### Legenda
| - Q = Qualificato - WC = Wild card - LL = Lucky loser | - ALT = Alternate - SE = Special Exempt - PR = Protected Ranking | - w/o = Walkover - r = Ritirato - d = Squalificato |

### Sezione 1
|  | Primo turno             | Primo turno                | Primo turno                | Primo turno | Primo turno |  |  | Secondo turno              | Secondo turno              | Secondo turno              | Secondo turno              | Secondo turno |   |   | Ultimo turno | Ultimo turno               | Ultimo turno | Ultimo turno | Ultimo turno |  |
|  |                         |                            |                            |             |             |  |  |                            |                            |                            |                            |               |   |   |              |                            |              |              |              |  |
|  |                         | Conchita Martínez Granados | Conchita Martínez Granados | 7           | 7           |  |  |                            |                            |                            |                            |               |   |   |              |                            |              |              |              |  |
|  | 1                       | Iveta Benešová             | Iveta Benešová             | 5           | 6(1)        |  |  | Conchita Martínez Granados | Conchita Martínez Granados | Conchita Martínez Granados | 7                          | 4             |   |   |              |                            |              |              |              |  |
|  | Olivia Sanchez          | Olivia Sanchez             | Olivia Sanchez             | 6           | 7           |  |  | Olivia Sanchez             | Olivia Sanchez             | Olivia Sanchez             | 5                          | 0r            |   |   |              |                            |              |              |              |  |
|  | Elizaveta Tochilovskaya | Elizaveta Tochilovskaya    | Elizaveta Tochilovskaya    | 3           | 5           |  |  |                            |                            |                            |                            |               |   |   |              | Conchita Martínez Granados | 6            | 0            | 3            |  |
|  | Neha Uberoi             | Neha Uberoi                | Neha Uberoi                | 6           | 6           |  |  |                            |                            | 6                          | Barbora Zahlavova Strycova | 3             | 6 | 6 |              |                            |              |              |              |  |
|  | Maria João Koehler      | Maria João Koehler         | Maria João Koehler         | 1           | 0           |  |  |                            | Neha Uberoi                | Neha Uberoi                | 5                          | 5             |   |   |              |                            |              |              |              |  |
|  | 6                       | Barbora Zahlavova Strycova | Barbora Zahlavova Strycova | 6           | 6           |  |  | 6                          | Barbora Zahlavova Strycova | Barbora Zahlavova Strycova | 7                          | 7             |   |   |              |                            |              |              |              |  |
|  |                         | Joana Pangaio-Pereira      | Joana Pangaio-Pereira      | 2           | 2           |  |  |                            |                            |                            |                            |               |   |   |              |                            |              |              |              |  |

### Sezione 2
|  | Primo turno          | Primo turno            | Primo turno            | Primo turno | Primo turno |  |  | Secondo turno     | Secondo turno     | Secondo turno     | Secondo turno | Secondo turno |   |   | Ultimo turno | Ultimo turno | Ultimo turno | Ultimo turno | Ultimo turno |  |
|  |                      |                        |                        |             |             |  |  |                   |                   |                   |               |               |   |   |              |              |              |              |              |  |
|  |                      | Catarina Ferreira      | Catarina Ferreira      | 6           | 6           |  |  |                   |                   |                   |               |               |   |   |              |              |              |              |              |  |
|  | 2                    | Yulia Fedossova        | Yulia Fedossova        | 2           | 2           |  |  | Catarina Ferreira | Catarina Ferreira | Catarina Ferreira | 2             | 4             |   |   |              |              |              |              |              |  |
|  | Amina Rakhim         | Amina Rakhim           | Amina Rakhim           | 6           | 6           |  |  | Amina Rakhim      | Amina Rakhim      | Amina Rakhim      | 6             | 6             |   |   |              |              |              |              |              |  |
|  | Brie Whitehead       | Brie Whitehead         | Brie Whitehead         | 0           | 0           |  |  |                   |                   |                   |               |               |   |   | Amina Rakhim | Amina Rakhim | Amina Rakhim | 2            | 2            |  |
|  | Nika Ožegović        | Nika Ožegović          | Nika Ožegović          | 6           | 6           |  |  |                   |                   | Nika Ožegović     | Nika Ožegović | Nika Ožegović | 6 | 6 |              |              |              |              |              |  |
|  | Carla Suárez Navarro | Carla Suárez Navarro   | Carla Suárez Navarro   | 4           | 0           |  |  |                   | Nika Ožegović     | Nika Ožegović     | 6             | 6             |   |   |              |              |              |              |              |  |
|  | 7                    | Sara Errani            | Sara Errani            | 6           | 6           |  |  | 7                 | Sara Errani       | Sara Errani       | 4             | 4             |   |   |              |              |              |              |              |  |
|  |                      | Margalita Chakhnašvili | Margalita Chakhnašvili | 2           | 1           |  |  |                   |                   |                   |               |               |   |   |              |              |              |              |              |  |

### Sezione 3
|  | Primo turno      | Primo turno        | Primo turno        | Primo turno | Primo turno |  |  | Secondo turno    | Secondo turno    | Secondo turno    | Secondo turno | Secondo turno |   |   | Ultimo turno | Ultimo turno   | Ultimo turno   | Ultimo turno | Ultimo turno |  |
|  |                  |                    |                    |             |             |  |  |                  |                  |                  |               |               |   |   |              |                |                |              |              |  |
|  | 3                | Laura Pous Tió     | Laura Pous Tió     | 6           | 6           |  |  |                  |                  |                  |               |               |   |   |              |                |                |              |              |  |
|  |                  | Zsófia Gubacsi     | Zsófia Gubacsi     | 4           | 2           |  |  | 3                | Laura Pous Tió   | 2                | 6             | 6             |   |   |              |                |                |              |              |  |
|  | Justine Ozga     | Justine Ozga       | Justine Ozga       | 6           | 6           |  |  |                  | Justine Ozga     | 6                | 2             | 4             |   |   |              |                |                |              |              |  |
|  | Arina Rodionova  | Arina Rodionova    | Arina Rodionova    | 3           | 4           |  |  |                  |                  |                  |               |               |   |   | 3            | Laura Pous Tió | Laura Pous Tió | 1            | 5            |  |
|  | Iryna Kurjanovič | Iryna Kurjanovič   | Iryna Kurjanovič   | 6           | 3           |  |  |                  |                  |                  | Gréta Arn     | Gréta Arn     | 6 | 7 |              |                |                |              |              |  |
|  | Shikha Uberoi    | Shikha Uberoi      | Shikha Uberoi      | 0           | 0r          |  |  | Iryna Kurjanovič | Iryna Kurjanovič | Iryna Kurjanovič | 0             | 2             |   |   |              |                |                |              |              |  |
|  |                  | Gréta Arn          | Gréta Arn          | 7           | 6           |  |  | Gréta Arn        | Gréta Arn        | Gréta Arn        | 6             | 6             |   |   |              |                |                |              |              |  |
|  | 8                | Pauline Parmentier | Pauline Parmentier | 5           | 2           |  |  |                  |                  |                  |               |               |   |   |              |                |                |              |              |  |

### Sezione 4
|  | Primo turno            | Primo turno            | Primo turno            | Primo turno | Primo turno |  |  | Secondo turno | Secondo turno          | Secondo turno          | Secondo turno          | Secondo turno          |   |   | Ultimo turno       | Ultimo turno       | Ultimo turno       | Ultimo turno | Ultimo turno |  |
|  |                        |                        |                        |             |             |  |  |               |                        |                        |                        |                        |   |   |                    |                    |                    |              |              |  |
|  | 4                      | Renata Voráčová        | Renata Voráčová        | 6           | 6           |  |  |               |                        |                        |                        |                        |   |   |                    |                    |                    |              |              |  |
|  |                        | Selima Sfar            | Selima Sfar            | 4           | 2           |  |  | 4             | Renata Voráčová        | Renata Voráčová        | 5                      | 1                      |   |   |                    |                    |                    |              |              |  |
|  | Ekaterina Makarova     | Ekaterina Makarova     | Ekaterina Makarova     | 6           | 6           |  |  |               | Ekaterina Makarova     | Ekaterina Makarova     | 7                      | 6                      |   |   |                    |                    |                    |              |              |  |
|  | Katia Rodrigues        | Katia Rodrigues        | Katia Rodrigues        | 1           | 1           |  |  |               |                        |                        |                        |                        |   |   | Ekaterina Makarova | Ekaterina Makarova | Ekaterina Makarova | 63           | 3            |  |
|  | Arantxa Parra-Santonja | Arantxa Parra-Santonja | Arantxa Parra-Santonja | 7           | 6           |  |  |               |                        | Arantxa Parra-Santonja | Arantxa Parra-Santonja | Arantxa Parra-Santonja | 7 | 6 |                    |                    |                    |              |              |  |
|  | Ol'ga Savčuk           | Ol'ga Savčuk           | Ol'ga Savčuk           | 5           | 4           |  |  |               | Arantxa Parra-Santonja | 4                      | 7                      | 6                      |   |   |                    |                    |                    |              |              |  |
|  | 5                      | Kristina Barrois       | 3                      | 6           | 6           |  |  | 5             | Kristina Barrois       | 6                      | 62                     | 4                      |   |   |                    |                    |                    |              |              |  |
|  |                        | Yuliya Kalabina        | 6                      | 1           | 0           |  |  |               |                        |                        |                        |                        |   |   |                    |                    |                    |              |              |  |